# Amine Gouiri
Amine Ferid Gouiri (* 16. února 2000 Bourgoin-Jallieu) je francouzský profesionální fotbalista, který hraje na pozici útočníka či křídelníka za francouzský klub Stade Rennais FC a za francouzský národní tým do 21 let.

## Klubová kariéra

### Lyon
Gouiri se přesunul do akademie Olympique Lyon v roce 2013 a svůj první profesionální kontrakt podepsal 3. července 2017, a to na tři roky.
Gouiri v nejvyšší francouzské soutěži debutoval 19. listopadu 2017, a to při bezbrankové remíze proti Montpellieru, když v 73. minutě vystřídal Tanguye Ndombeleho. 7. prosince nastoupil do zápasu základní skupiny Evropské ligy proti italské Atalantě. Ve zbytku sezóny 2017/18 nastoupil ještě do dalších 6 ligových zápasů, ve kterých se střelecky neprosadil.
Celou sezónu 2018/19 laboroval se zraněním kolene, a na hřiště se vrátil až v dubnu 2019, kdy nastoupil za B-tým proti Olympique Marseille „B“. V zápase A-týmu se objevil až 27. listopadu 2019, kdy odehrál posledních 7 minut zápasu základní skupiny Ligy mistrů UEFA proti ruskému Zenitu Petrohrad. Jednalo se také o jeho debut v soutěži.

### Nice
Dne 1. července 2020 přestoupil Gouiri do jiného francouzského prvoligového klubu, a to do OGC Nice za částku okolo 7 milionu euro. V klubu podepsal čtyřletou smlouvu. 23. srpna 2020 se dvakrát střelecky prosadil při svém debutu za Nice při výhře 2:1 nad RC Lens; stal se tak nejmladším hráčem klubu, který vstřelil dvě branky při svém debutu. 22. října 2020 dal jednu branku při prohře 2:6 proti Bayeru Leverkusen v základní skupině Evropské ligy. 29. října 2020 vstřelil jedinou branku utkání proti Hapoelu Beer Ševa ve stejné soutěži. Střelecky se také prosadil v obou zápasech základní skupiny proti pražské Slavii, nicméně prohrám 2:3 a 1:3 zabránit nedokázal. V sezóně 2020/21 vstřelil v 34 ligových zápasech 12 branek a byl nejlepším střelcem klubu.
Svoji první branku v sezóně 2021/22 vstřelil ve druhém kole proti Lille OSC a pomohl k výhře 4:0 nad obhájcem titulu. Brankami ve čtvrtfinále proti Olympique Marseille (výhra 4:1) a v semifinále proti FC Versailles (výhra 2:0) pomohl Gouiri k postupu do finále Coupe de France v sezóně 2021/22.

## Reprezentační kariéra
Gouiri byl nejlepším střelcem Mistrovství Evropy do 17 let v roce 2017, když vstřelil 7 branek. Po turnaji byl označen britským deníkem The Guardian za jednoho z nejnadanějších mladých fotbalistů na světě.

## Osobní život
Gouiri se narodil ve Francii a je alžírského původu.

## Statistiky
K 12. březnu 2022
| Klub   | Sezóna  | Liga    | Liga   | Liga | Národní pohár | Národní pohár | Ligový pohár | Ligový pohár | Evropské poháry | Evropské poháry | Celkem | Celkem |
| Klub   | Sezóna  | Liga    | Zápasy | Góly | Zápasy        | Góly          | Zápasy       | Góly         | Zápasy          | Góly            | Zápasy | Góly   |
| ------ | ------- | ------- | ------ | ---- | ------------- | ------------- | ------------ | ------------ | --------------- | --------------- | ------ | ------ |
| Lyon   | 2017/18 | Ligue 1 | 7      | 0    | 1             | 0             | 1            | 0            | 1               | 0               | 10     | 0      |
| Lyon   | 2018/19 | Ligue 1 | 0      | 0    | 0             | 0             | 0            | 0            | 0               | 0               | 0      | 0      |
| Lyon   | 2019/20 | Ligue 1 | 1      | 0    | 2             | 0             | 1            | 0            | 1               | 0               | 5      | 0      |
| Lyon   | Celkem  | Celkem  | 8      | 0    | 3             | 0             | 2            | 0            | 2               | 0               | 15     | 0      |
| Nice   | 2020/21 | Ligue 1 | 34     | 12   | 2             | 0             | —            | —            | 5               | 4               | 41     | 16     |
| Nice   | 2021/22 | Ligue 1 | 28     | 10   | 4             | 2             | —            | —            | —               | —               | 32     | 12     |
| Nice   | Celkem  | Celkem  | 62     | 22   | 6             | 2             | —            | —            | 5               | 4               | 73     | 28     |
| Celkem | Celkem  | Celkem  | 70     | 22   | 9             | 2             | 2            | 0            | 7               | 4               | 88     | 28     |

## Ocenění

### Individuální
- Nejlepší střelec Mistrovství Evropy do 17 let: 2017[22]
- Jedenáctka turnaje Mistrovství Evropy do 17 let: 2017[23]